# Sphedamnocarpus angolensis
Sphedamnocarpus angolensis là một loài thực vật có hoa trong họ Malpighiaceae. Loài này được (A.Juss.) Planch. ex Oliv. miêu tả khoa học đầu tiên năm 1868.